# Rouvasaari (ö i Nyland)
Rouvasaari är en ö i Finland. Den ligger i sjön Hormajärvi och i kommunen Lojo i den ekonomiska regionen  Helsingfors  och landskapet Nyland, i den södra delen av landet, 50 km väster om huvudstaden Helsingfors. Öns area är 0,4 hektar och dess största längd är 120 meter i nord-sydlig riktning.